# アリス・イングラート
アリス・イングラート（Alice Englert、1994年6月15日 - ）は、オーストラリアの女優。

## 略歴
オーストラリアのニューサウスウェールズ州シドニーで生まれる。母親はニュージーランド出身でオーストラリアで活動する映画『ピアノ・レッスン』で知られる映画監督ジェーン・カンピオンと父親はオーストラリアの映像作家コリン・イングラートの間で生まれる。おもに母親の拠点オーストラリアのシドニーで育つ。オーストラリア、ニュージーランド、ニューヨーク、ローマ、ロンドン、イングランドのオックスフォードシャーなど各国の都市にある学校に通う。2001年に両親は別れた。
2006年、12歳の頃に母親の短編映画『ウォーター・ダイアリー』に出演する。
2012年公開のサリー・ポッター監督のドラマ映画『ジンジャーの朝 さよなら、わたしが愛した世界』でエル・ファニングと共演。
2013年に公開されたリチャード・ラグラヴェネーズ監督のファンタジーロマンス映画『ビューティフル・クリーチャーズ 光と闇に選ばれし者』でオールデン・エアエンライク、エマ・トンプソン、ジェレミー・アイアンズ、ヴィオラ・デイヴィス、エミー・ロッサムとともに出演、ヒロインのレナ・デュシェンヌを演じた。

## フィルモグラフィ

### 映画
- Flame of the West (2008) 短編映画
- 8 -Eight- 8 (2008)　オムニバス映画
- ウォーター・ダイアリー　The Water Diary(2006)　短編映画
- ジンジャーの朝 〜さよなら、わたしが愛した世界 Ginger & Rosa (2012)
- 新クライモリ デッド・フィーバー In Fear (2013)
- ビューティフル・クリーチャーズ 光と闇に選ばれし者 Beautiful Creatures (2013)
- Singularity (2013)
- 穢れと祈り Them That Follow (2019)

### テレビ
- Jonathan Strange and Mr. Norrel (2015)
- ラチェッド Ratched (2020)